# Marie-Françoise Perroton
Marie-Françoise Perroton, nota anche come suor Marie du Mont-Carmel, (Lione, 7 febbraio 1796 – Alo, 10 agosto 1873) è stata una religiosa francese fondatrice delle Suore missionarie della Società di Maria.

## Biografia
Nata in una famiglia modesta di Lione, diventò maestra poi governante. Molto pia, militò con l'Association lyonnaise pour la propagation de la foi che la incaricò di raccogliere fondi per le missioni cattoliche.
Nonostante le reticenze del superiore della Società di Maria, Jean-Claude Colin, poté accompagnare i missionari maristi del capitano Auguste Marceau, diventando la prima "religiosa" in Oceania. Partì da Le Havre il 15 novembre 1845 sull'Arche d'Alliance e arrivò ad 'Uvea (ora Wallis) il 23 ottobre 1846.
Il vescovo Pierre Bataillon non la accolse volentieri, perché era laica, e la sistemò in una capanna di Matāʻutu. Sebbene non parlasse e non riuscisse a imparare il wallisiano, istituì una scuola ed insegnò il catechismo alle ragazze.
Il vescovo nel 1854 la trasferì a Kolopelu, nel regno di Alo, sull'isola vicina di Futuna, nella missione marista, dove rimase da sola fino all'arrivo nel 1858 di tre suore del Terzo ordine della Società di Maria. Diventò allora una religiosa con il padre Victor Poupinel, con il nome di suor Marie du Mont Carmel, responsabile di 150 ragazzi e ragazze, a capo di 10 "pioniere" religiose.
Dopo aver contratto la filariasi linfatica, subì una graduale paralisi a partire dal 1869. Morì nel 1873 a Kolopelu e fu ivi sepolta. La sua corrispondenza (1846–1873) è stata pubblicata nel 1975.